# محمد العثيم
محمد العثيم (بريدة في 1950 - الرياض 14 يوليو 2018)، كاتب ومسرحي وشاعر سعودي، حصل على ماجستير في الصحافة المطبوعة من جامعة ولاية كلفورنيا 1985، ثم عمل محاضراً في قسم الإعلام في جامعة الملك سعود بالرياض، وكتب في الصحافة بشكل منتظم منذ أكثر من 30 عاماً، وقام بتنفيذ الكثير من الأعمال التلفزيونية، وصدر له أربعة كتب ثلاثة في المسرح والنقد، والرابع رواية، وبلغ عددُ مسرحياته 45 مسرحيةً، ومسلسلين.

## الخبرة المهنية
- عمل محاضر في قسم الإعلام في جامعة الملك سعود.
- قام بتقويم الكثير من الأعمال التلفزيونية وتنفيذها، وكتب الكثير من الأفلام الوثائقية وأفلام الإعلانات الخفيفة للتلفزيون والإذاعة، وبرامج الدراما التمثيلية .
- عمل منذ عام 1986 مستشار مع الشركة العالمية للإعلام، وشركة أرا الدولية للإعلام، وشركة البيان للإعلام، والمجموعة السعودية للأبحاث والتسويق.
- شارك في البحوث الإعلامية وعمل مستشارا لأكثر من جهة حكومية، وشارك في عدد من الندوات والمناسبات الثقافية.
- يعمل مستشار للمهرجان الوطني للثقافة والتراث في مجال الفنون، وشارك في كثير من النشاطات الثقافية للنادي الأدبي وجمعية الثقافة والفنون، وشارك في المهرجانات المسرحية في مجال المسرح، ومثلت الكثير من نصوصه محليا وخارجيا وحاز على عدد من شهادات التقدير، وشارك في مسرح المهرجان الوطني للثقافة والتراث ( مهرجان الجنادرية ) 16 عامًا.
- حصل على براءة الاستحقاق الأولى من جائزة أبها الثقافية عن نص مسرحية (الهيار) ، ومثلت أعماله جامعة الملك سعود، وجامعة الملك عبد العزيز وجامعة الملك فهد للبترول والمعادن والجمعية العربية السعودية للثقافة والفنون، كما أنتجتها جهات أخرى خارج السعودية .
- حكم في مهرجانات الجامعات، وحكم في مهرجان الفرق الأهلية للمسرح في دول مجلس التعاون الخليجي وحكم بشكل منتظم في مهرجان المسرح السعودي، ومسرح دولة الكويت.
- عمل عضوا دائما في اللجنة الدائمة للفرق المسرحية الأهلية لدول الخليج العربي، وعضو جمعية الاتصال والإعلام السعودي، وعضو الجمعية العربية السعودية للثقافة والفنون .
- تفرغ للعمل الإعلامي وحاضر ودرب في ورش الصحافة والفنون ويشرف على ورشة التدريب المسرحي بالرياض .

## الكتابة والتأليف
- كتاب الغناء النجدي .
- كتاب الطقس المسرحي .
- كوميديا بن بجعة .
- كتاب مئة أغنية .
- رواية سبحة الكهرمان .
- كتب بحوثاً تطبيقية عن (الفعل في التراث الشفاهي المنطوق) وبحوث ومقالات أخرى في المسرح نصاً وسينوغرافيا وعرض، وكتب عن الشخصية في المسرح، وكتب أكثر من أربعين نصا مسرحيا وتلفزيونيا نفذ كثير منها .[3]

### مسرحيات
- الهيار.
- تراجيع.
- البطيخ الأزرق.
- الأرشيف.
- حلم الهمذاني.
- السنين العجاف.
- سوق قبة رشيد.
- ديان عفراء.
- الحرب السفلى.
- الحقيقة عارية.
- امرؤ القيس.[4]

## قراءة في حياته
محمد العثيم، هو أحد المسرحيين السعوديين، الذين لن ينساهم التاريخ الثقافي السعودي، حيث حفر اسمه على الصخر، بإبداعاته في بيئة لا تهتم بهذا الفن، ولا يوجد له شعبية تتقبله. هرب محمد العثيم من الارتباطات الرسمية وشبه الرسمية إلى خيمة لفرقته المسرحية، حيث التف حوله عدد من المسرحيين الذين رأوا فيه بأنه يملك ثقافةً وفكرًا.
ارتحل محمد العثيم إلى بلدان عربية، وهو يكتب بالفصحى كما يكتب بالعامية، كما في مسرحيته (المطاريش). مشغول بالتراث، يعمق قراءته في التراث وأبعاده الفلسفية، حيث يتناول قضايا ومواضيع معاصرة وتاريخية، كما في مسرحيته (السنين العجاف) التي استرجع بها أحداث حرب البسوس.
حصل على براءة الاستحقاق الأولى عن نصه (الهيار)، كتب سيناريوهات لعدد من الأفلام الوثائقية، والسهرات التلفزيونية الوطنية، والتراث السعودي. يكتب في الدوريات المحلية والعربية منذ 1973، ونشرت بعض الدوريات المسرحية المصرية نصوصه.

## الأغنية الشعبية
قدم الفنان محمد العثيم العديد من الأغاني الشعبية، حيث ذكر بأن الثقافة الشعبية هي الثقافة الحقيقية، ومن أشهر كلماته هي:
كما أيد مهرجان الجنادرية، كونه النموذج الأمثل للموروث الشعبي، حيث اشتهر بهذه الأبيات وهي:
كما أعلن أنه أحد التقليديين، وذكر بأن ثقافتنا بنيت من قبل الإسلام بسنين، وجاء الإسلام ووضع لنا مساراتٍ محددةً وإضافيةً كثقافتنا القديمة، ويجب أن نؤمن بأن ما كان قبل ثلاثين سنة، وما رأيته بعينك ليس موجودًا الآن، سواء أراد المجتمع أم لم يرد:
كما ذكر بأن موضوع الموروث الشعبي ربما يختلف من شخص إلى شخص آخر، وأن أوبريتات الجنادرية تعاني من هذه المشكلة، حيث أن المؤلف بدوي والشعر بدوي والموسيقى المطروحة موسيقى راقية، ما سبب بوجود حلقة مفقودة، واستشهد بذلك : لو أتينا بأغنية ذات كلمات باللهجة الجازانية، وغنيت مع العرضة أو أغنية عرضة وتغنى على أي إيقاع من إيقاعات جازان الراقصة السريعة، لا نجد التوافق بينهما، ولذلك غالبًا الجملة الموسيقية هي كافية لإيصال أي شيء، واستشهد لذلك بالتواشيح:

## وفاته
- توفي في يوم السبت الموافق 14 يوليو 2018 في الرياض بعد صراع طويل مع مرض الفشل الكلوي.[8]

## معرض الرياض الدولي للكتاب 2022
في أكتوبر 2022، وعلى هامش معرض الرياض الدولي للكتاب 2022، ناقشت ندوة " قراءات في أعمال المسرحي السعودي محمد العثيم"، جوانب عديدة من حياته، شارك فيها العديد من المخرجين المسرحيين، مثل سمعان العاني وفطيس بقنه ونايف البقمي، حيث تطرقوا إلى جهود العثيم في تطوير المسرح السعودي.

## تكريم ذكراه في مهرجان الرياض للمسرح
كرّمت هيئة المسرح والفنون الأدائية ذكرى محمد العثيم في الدورة الأولى لمهرجان الرياض للمسرح التي أقيمت في مدينة الرياض خلال الفترة من 13 إلى 24 ديسمبر 2023، حيث قدم المهرجان معرضاً فنياً خاصاً بمسيرة العثيم الفنية، إلى جانب غناء الفنانة السعودية "أروى السعودية" لأغنية من كلماته في افتتاح المهرجان، كما قُدمت مسرحية تُحاكي رؤيته الإخراجية.